# بالکوو
بالکوو (به لهستانی:  Balków) یک روستا در لهستان است که در گمینا پیانتک واقع شده‌است. بالکوو ۴۲۰ نفر جمعیت دارد.